# 南三镇
南三镇，是中华人民共和国广东省湛江市坡头区下辖的一个乡镇级行政单位。

## 行政区划
南三镇下辖以下地区：
南三社区、田头村、光明村、海丰村、新南村、灯塔村、白沙村、蓝田村、南米村、麻弄村、南窖村、五里村、巴东村和东湖村。